# Anomala pubifera
Anomala pubifera är en skalbaggsart som beskrevs av Machatschke 1969. Anomala pubifera ingår i släktet Anomala och familjen Rutelidae. Inga underarter finns listade i Catalogue of Life.